# Kerepesi út HÉV-állomás

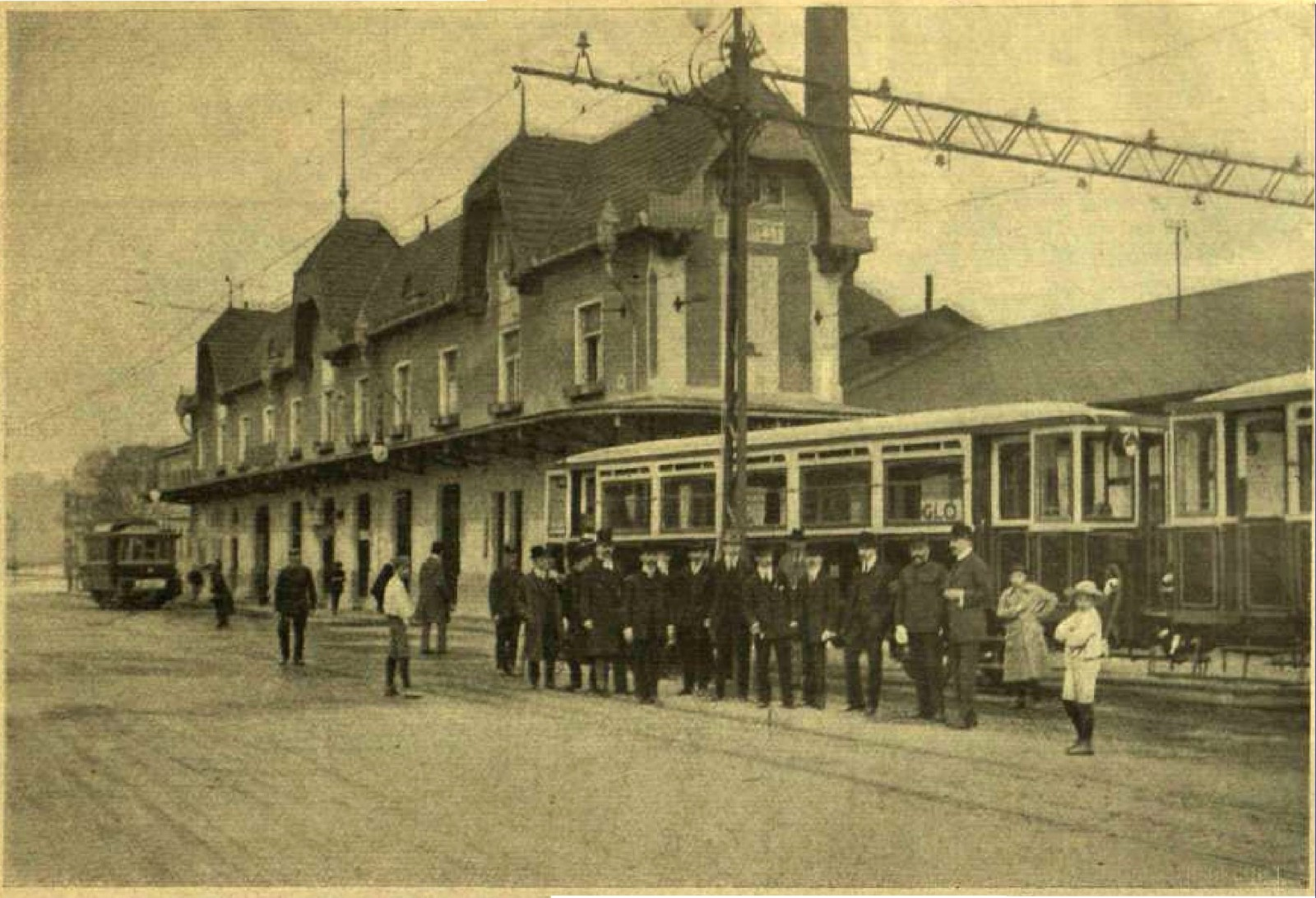
A végállomás 1911-ben

Kerepesi út HÉV-állomás egy megszűnt budapesti HÉV-állomás, melyet a Budapesti Közlekedési Vállalat üzemeltetett. A metró 1970-es átadása után a HÉV ezen szakaszát felszámolták.

## Története
Az állomást 1888. július 20-án nyitották meg a cinkotai HÉV-vonal fővárosi végállomásaként.
Az eredeti elképzelések szerint az M2-es metróvonal és a HÉV-vonalak közös végállomást kaptak volna a mai Puskás Ferenc Stadion metróállomáson, azonban az 1960-as években (még a metróépítés idején) az új végpontot a mai Örs vezér terén jelölték ki. A két ágazat a tér két oldalán külön végállomást kapott, 1970 óta ide futnak be a szerelvények. A Kerepesi úton a metróval párhuzamosan haladó szakaszokat az Albertirsa útig részlegesen áthelyezték és üzemi kapcsolatként fenntartották, tovább az egykori végállomásig teljesen felszámolták.